# 花束を君に
「花束を君に」（はなたばをきみに）は、宇多田ヒカルの楽曲。2016年4月15日にVirgin Musicより『真夏の通り雨』と共に配信限定でリリースされた。

## 背景
2010年、宇多田ヒカルは「人間活動」として、音楽活動を休止した。2013年8月に母・藤圭子を亡くした当時について、宇多田はインタビューで次のように語った。「気持ち的にも、あまりにも母親がわたしにとって音楽そのものだったんで、『音楽とか歌詞とか、ああ無理、歌うのも、ああもうできない！』って、その時は思って」「『あ、もう人前には出られないな』ってほんと思いました、その時は。」その後宇多田は、2015年7月に第一子を出産することになる。その当時、次のような心境の変化が起こったと語った。

「『あ、わたし親になるんだ』って思ったら、急に『あ、仕事しなきゃ！』ってなったんですよ（笑）」
—宇多田ヒカル,ROCKIN'ON JAPAN「宇多田ヒカル 8年間のすべてを語る」

そして、本楽曲及びアルバム『Fantôme』の制作に取り掛かったという。
2016年1月20日、宇多田ヒカルが、4月からスタートするNHK連続テレビ小説『とと姉ちゃん』の主題歌を担当することが明らかになった。3月10日には、主題歌のタイトルが「花束を君に」となることが明かされた。あわせて、宇多田のアーティスト活動始動を祝おうという企画「NEW-TURNプロジェクト」が立ち上がった。2016年4月4日午前0時、オフィシャルウェブサイト「HIKKI'S WEBSITE」が更新され、石川竜一による新たなアーティスト写真が公開となり、宇多田ヒカルは再始動を果たした。また、同日NHK総合にてスタートしたNHK連続テレビ小説『とと姉ちゃん』にて、「花束を君に」が初披露となった。また、『とと姉ちゃん』は、初回視聴率が22.6%を記録し、2001年の『ほんまもん』以来の高視聴率での好スタートとなった。

## 制作、録音
「花束を君に」の制作は、妊娠中に作り始めたという「真夏の通り雨」の後に進められた。同曲のタイアップ先であるNHK朝の連続テレビ小説が国民的な番組だったということで、宇多田は「意識的にいつにも増して間口を広げる作詞をしました。オフコースとかチューリップ、エルトン・ジョンの『タイニーダンサー』をイメージして軽やかな感じに『開いてる』曲を目指して。いろんな状況で、いろんな人に当てはまるといいな、と思います」とコメントしている。
レコーディングは、宇多田が住むロンドンのミュージシャンが参加し、同地のスタジオで行われた。ドラムは、エリック・クラプトンやポール・マッカートニー等の作品に参加したイアン・トーマス、ベースとギターには、復帰後の宇多田の作品に大きくかかわることになるベン・パーカー、ストリングスパートの宇多田との共同編曲に、ジャミロクワイやビョークの作品を手掛けてきたサイモン・ヘイルが参加した。レコーディング・エンジニアは、サム・スミス等のアルバムを手掛け、グラミー賞受賞経験のあるスティーヴ・フィッツモーリスが担当。スティーブも、復帰後の宇多田の作品にほとんど毎回関わることになる。また、ボーカルのレコーディングは、小森雅仁が担当した。

## 音楽性
「花束を君に」は、ピアノとストリングスを主体としたミディアム・バラード。サウンド・プロダクションはシンプルで音数も少なく、全体的には、生楽器を用いたオーガニックなアレンジとなっている。コード進行は今までの宇多田の楽曲と同じくシンプルだが、本楽曲は「いつになく明るい曲調で新鮮」とする指摘もある。また、サビや後半のコードやメロディの節回しがゴスペルやR&Bを感じさせるとも指摘されている。ボーカルや歌声に関しては、元々宇多田が持っていた「切なさ」に「温かさ」が加わったとする声もある。
同曲には、歌の息継ぎ、ブレスではなく、単体で息をする音が二か所収録されている。一つ目は、Aメロから１番のサビに入る隙間に入っており、リバーブの掛かった溜息のようなものになっている。もう一つは、3分5秒あたりからのサビの歌に隠れて小節の頭に合わせて6回息が入っている。イコライザーやコンプレッサー、オートメーションを使って意図的に近くから聞こえるようなエフェクトが掛けられているとする指摘もある。

### 歌詞について
タイトル及び歌詞の「君」とは、宇多田ヒカルの母で、突然の自殺によって亡くなった歌手 藤圭子であると宇多田自身が明言している。その歌詞は、亡くなった彼女への手紙であると宇多田自身は語っている。宇多田は、「花束を君に」を書いた後に、自死遺族の会合に行ったという。そこで、「亡くなった人に手紙をかくと、気持ちが整理できる」ということを聞き、そこで初めて自分が同曲の制作でそれをやっていたことに気が付いたと語った。また宇多田はこのことについて次のように語った。

手紙をしたためるという、考えて考えて言葉を紙に残すというプロセス。言葉に書き残すという作業は取り消せない。一言一句、責任を感じて書かなければならない
—宇多田ヒカル,PMC「宇多田ヒカルが語る、音楽の言葉」

そして、そのようにして「すごく勇気をもって、何も隠さず、強がらず」に書いた同曲が世に出たときに、その反応がすごくポジティブだったこと、「わかってくれている」「受け入れられている」と感じたことが嬉しく、また勇気となり、その後の制作にあたって背中を押されたと語った。
糸井重里は、2016年の『SONGS』（NHK）にて宇多田にインタビューした際、同曲について、「普通の社会では“花束を贈るだけでいいの”と言われるが、この曲では“言葉では足りない”ゆえに花束に持っていくところが気持ち良い」と語った。これに対し宇多田は、「日本の家族って、あんまりお互いに愛してるとか言わないし。私はその感覚も日本人としてすごく分かるんですよね」とした上で、「本当は言葉とか、何か形で、できる限り伝えないと。伝えたい、っていう気持ちが、わっと芽生えたんですよね。じゃあ、って思ったところで、言葉では足りないくらいの思いが存在したんですよ。」と語った。
又吉直樹は、2018年の『SONGS』（NHK）で宇多田と対談した際、「花束を君に」について、「聞くたびに泣いてまう。あそこまで感情をはっきりと浮かび上がらせるなんてできない」という。宇多田もそれに対し、「ああいう歌はもう書けない」といい、「芸術とか、何か創造性をはらんだものを作るときは、基本的には全部喪失の話」、「その喪失が大きければ大きいほど、そういう作品がでてくるタイミングになる。」と語った。
また、宇多田自身が一番気に入っている歌詞は、〈 世界中が雨の日も 君の笑顔が僕の太陽だったよ 〉だといい、「今の自分に精一杯の歌詞が書けた」と語った。

## リリース、プロモーション
2016年4月15日、「花束を君に」と「真夏の通り雨」の2曲が、iTunes、レコチョク、Moraなど主要配信サイトにてダウンロード販売が開始された。あわせて、両楽曲のミュージックビデオが公開された。「花束を君に」のミュージックビデオは『とと姉ちゃん』のオープニング映像を担当している切り絵作家・辻恵子の作品を曲にあわせてアニメーション化したもので、公開されたビデオは30秒ほどの素材であった。また、この動画はGYAO!の4月の月間視聴数で総合1位を獲得した。
4月20日には、新曲「花束を君に」を、リスナーにとって大切な人に贈ることを目的とした“ギフトキャンペーン特設サイト”がオープン。キャンペーン期間中にギフト購入された「花束を君に」の売上の一部は、「平成28年熊本地震災害義援金」に寄付された。また、4月28日には特別企画「#ヒカルパイセンに聞け」がスタートし、ファンからの質問の募集も開始した。「ヒカルパイセン」からの回答は、5月13日に同サイトにて、第一弾として公開。同時に、前述の切り絵アニメーションのミュージックビデオのショートバージョンが公開された。

## 評価
「花束を君に」は、同業者や批評家から高い評価を得ている。
音楽プロデューサーの前山田健一は、『関ジャム 完全燃SHOW』（テレビ朝日）にて、「最近気になる曲」として同曲を挙げた。そして、Bメロがなく、Aメロから直接サビに入る同曲の構成を説明した後、「覚えさせる気ゼロなんですよ。いろんなところに（メロディーが）動くし、複雑だからピアノ1本なんです。そこからキャッチーで覚えやすいサビにいくのですが、自分の世界の持ち方が健在だなと思って度肝を抜かれました」とコメントした。
音楽評論家の小貫信昭は、『WHAT's IN?』（エムオン・エンタテインメント）にて「2016年のエンタメコンテンツベスト3」に同曲を選出。2番のAメロの躍動的な変化を斬新と評したほか、「サンプリングされた溜息のような音が終盤、リズムの要であるかのように印象深いアレンジも素晴らしかった。」と語った。
ロッキング・オンの兵庫慎司は、同曲について、「聴くと感情がウワアーッとなる感じ、取り乱してしまう感じ、でもパニック状態で聴き終わるんじゃなくて静謐で澄んだものが残る感じ」「これを説明できる言葉を私は持っていません」と語り、宇多田の復帰について「絶句するしかないカムバックのしかた」とコメントした。
Real Soundの黒田隆憲は、同曲と「真夏の通り雨」について、「全てを包み込むような宇多田のヴォーカルが『深み』や『優しさ』を与えている」と指摘。「余計な音をそぎ落としヴォーカルを最大限に引き立てた、宇多田ヒカルにとって新境地とも言える2曲」と評価した。
音楽ジャーナリストの宇野維正は、復帰した宇多田ヒカルを「次元が違う」とした上で、この2曲のサウンド・プロダクションに言及し、「宇多田ヒカルの音楽は、もはやアデルやサム・スミスと比較するべきものであって、日本の音楽シーンの中での位置づけはもう意味がない」と語った。

## 受賞
- 日本レコード大賞
優秀作品賞[24]

- 日本ゴールドディスク大賞
ベスト5ソング・バイダウンロード[25]

- ザテレビジョンドラマアカデミー賞
ドラマソング賞第1位[26]（読者票4位、ザテレビジョン記者票1位、審査員票1位）

## チャート成績
「花束を君に」は、初週に約11.7万DLを積み上げ、Billboard Japanのダウンロードチャートで1位、総合チャートで3位に初登場した。二週目もダウンロード1位をキープし、またラジオエアプレイ回数でも1位を獲得。総合チャートでは2位にランクアップした。その後もアルバム『Fantôme』発売や紅白歌合戦での披露もあってロングセールスを記録。Billboard Japanのダウンロードランキングでは、TOP10に11週連続、通算17週、TOP20には通算32週ランクインした。
同曲のダウンロード数は、発売から2か月もたたない2016年6月には25万ユニットを突破。アルバム『Fantôme』発売後の11月に50万DLに達した。また、2019年の10月には75万DLに達し、日本レコード協会からトリプル・プラチナ認定を受けた。
年間ランキングでは、Billboard Japanのダウンロード部門で2016年度第4位を記録、ラジオエアプレイ数では10位にランクインした。2017年度の「Billboard Japan Download Songs Year-end」でも44位を記録した。

## ミュージックビデオ
「花束を君に」のミュージックビデオは、切り絵バージョンと本人出演バージョンの2種類が存在する。

### 切り絵バージョン
楽曲リリースから1か月後の2016年5月13日に公開。切り絵作家の辻恵子が手掛けた。尺はドラマのオープニングにあわせたサイズのショートバージョンとなっている。また、アルバム『Fantôme』に収録されている「人魚」は、このビデオに登場する人魚にモチーフを得ているという。

### 本人出演バージョン
2016年9月2日に公開された。監督は「Addicted To You」「Wait&See ～リスク～」なども手がけた竹石渉が担当した。宇多田の映像が公開されるのは、アーティスト活動再開後これが初となる。また、アルバム『Fantôme』が発売された9月28日には、本ミュージックビデオの360°メイキング映像が、Youtubeにて公開された。

## 披露

### テレビ
- 『SONGSスペシャル宇多田ヒカル〜人間・宇多田ヒカル 今『母』を歌う〜』（2016/09/22、NHK）
糸井重里との対談の間に挟む形で、収録された歌唱シーンが映った。なお、番組のナレーションは、『とと姉ちゃん』主演の高畑充希が務めた[37]。

- 『クリスマスの約束2016』（2016/12/23、TBS）
ミュージシャンの小田和正とのデュエットで披露された。宇多田が「キャンプファイヤーで、ギター1本でやってるイメージ」とリクエストしたことから、小田と宇多田の2人のみで演奏された[38]。

- 『第67回NHK紅白歌合戦』（2016/12/31、NHK）
初出場。ロンドンのMetropolis Studiosからの生中継で披露された[39]。

### ライブ
宇多田ヒカルの12年ぶりの国内ツアー「Hikaru Utada Laughter in the Dark Tour 2018」の13曲目に歌唱。11曲目「誓い」、12曲目「真夏の通り雨」に続けてセンターステージにて披露した。

## 収録曲
1. 花束を君に (4:40)
  - NHK連続テレビ小説『とと姉ちゃん』の主題歌。

## クレジット
- Recorded and Mixed by Steve Fitzmaurice at RAK Studios and Pierce Room
- Strings Recorded by Steve Price, assisted by Jeremy Murphy at Angel Studio
- Vocals Recorded by Komori Masahito at Metropolis Studios
- Additional Engineering by Darren Heelis
- All Vocals: Utada Hikaru
- Drums: Ian Thomas
- Electric Bass and Guitars: Ben Parker
- Acoustic Piano and Conductor: Simon Hale
- Additional Drum Programming and Percussion: Darren Heelis and Steve Fitzmaurice
- String Arrangement: Simon Hale and Utada Hikaru
- Strings Leader: Everton Nelson

## チャート
| チャート (2016)              | 最高 順位 |
| ---------------------------- | --------- |
| Billboard Japan Hot 100      | 2         |
| Billboard Japan ダウンロード | 1         |
| Billboard Japan Radio Songs  | 1         |

| チャート (2016)              | 順位 |
| ---------------------------- | ---- |
| Billboard Japan ダウンロード | 4    |
| Billboard Japan Radio Songs  | 10   |
| Billboard Japan Hot 100      | 23   |
| チャート (2017)              | 順位 |
| Billboard Japan ダウンロード | 44   |

## 認定とセールス
| 国/地域                                             | 認定               | 認定/売上数 |
| --------------------------------------------------- | ------------------ | ----------- |
| 日本 (RIAJ)                                         | トリプル・プラチナ | 750,000*    |
| * 認定のみに基づく売上数 ^ 認定のみに基づく出荷枚数 |                    |             |